# 弗雷澤 (愛荷華州)
弗雷澤（英語：Fraser）是一個位於美國愛荷華州布恩縣的城市。

## 地理
弗雷澤的座標為42°07′28″N 93°58′09″W / 42.12444°N 93.96917°W，而該地的平均海拔高度為292米（即958英尺）。

## 人口
根據2010年美國人口普查的數據，弗雷澤的面積為2.28平方千米，當中陸地面積為2.15平方千米，而水域面積為0.13平方千米。當地共有人口102人，而人口密度為每平方千米44人。